# Les mines del rei Salomó (pel·lícula de 1950)
 Les mines del rei Salomó  (original: King Solomon's Mines) és una pel·lícula estatunidenco-britànica de 1950, dirigida per Compton Bennett i Andrew Marton. Ha estat doblada al català.
Remake de la pel·lícula de Robert Stevenson de 1937, amb Sir Cedric Hardwicke, John Loder, Anna Lee, Robert Young i Paul Robeson.

## Argument
El 1897, Elizabeth Curtis, acompanyada del seu germà John i del guia Allan Quatermain, segueix el rastre del seu marit desaparegut al cor de l'Àfrica, mentre que eren a la recerca de les mines del rei Salomó.

## Repartiment
- Deborah Kerr: Elizabeth Curtis
- Stewart Granger: Allan Quatermain
- Richard Carlson: Jean Goode
- Hugo Haas: Van Brun/Smith
- Lowell Gilmore: Eric Masters
- Kimursi: Khiva
- Sekaryongo: el cap Gagool
- Baziga: El rei Twala
- Siriaque: Umbopa
- John Banner: Austin

## Premis i nominacions
1951

### Premis
- Oscar a la millor fotografia per Robert Surtees
- Oscar al millor muntatge per Ralph E. Winters i Conrad A. Nervig

### Nominacions
- Oscar a la millor pel·lícula
- Globus d'Or a la millor fotografia per Robert Surtees

## En català
- Pel·lícules del 1950 doblades al català